# Groenendaal (Heemstede)
Groenendaal is een eeuwenoud wandelbos in de Noord-Hollandse gemeente Heemstede. Het bos vormt in totaal circa 80 hectare. Het voormalig landgoed Meer en Berg maakt tegenwoordig ook deel uit van het wandelbos. Tot 1913 maakte ook landgoed Bosbeek deel uit van het landgoed Bosbeek-Groenendaal. Tegenwoordig is hier een verpleeghuis gevestigd. In het park lopen "grote grazers" rond, Schotse Hooglandrunderen die het gebied moeten onderhouden.

## Geschiedenis

### Buitenplaats
De geschiedenis van Groenendaal gaat terug tot 1634. De naam Groenendaal verwees toen waarschijnlijk naar een stuk groen te midden van de kale duingrond.
In de 17e eeuw vestigden rijke kooplieden zich al in het gebied, dat toen nog bestond uit een aantal afzonderlijke landgoederen. Zij kochten het land eerst als investering; met zandafgraving verdienden zij geld, en de resulterende bleekvelden ook. Pas in de 18e eeuw ontstond de wens voor een buitenplaats, waar men naartoe kon vluchten als de grachten in de stad (eerst Haarlem, later Amsterdam) in de zomer gingen stinken. In deze bloeitijd van de buitenplaatsen is de bekende tuin van George Clifford geplant bij de Hartekamp, en de Haarlemmerhout opnieuw geplant door Henry Hope.
In 1765 werd de Belvédère ontworpen. Het zou als uitzichtpunt dienen. Er moest zo veel materiaal aan de zuidwestzijde worden weggegraven dat daar een meertje ontstond.
Gedurende meer dan een eeuw, vanaf 1767, is het landgoed Groenendael in bezit geweest van de familie Hope, van de bekende Amsterdamse bank Hope & Co. In de tijd van John Hope (neef van Henry Hope) zijn de molens (windmolentje en later stoommolen ernaast) gebouwd en de vijvers gegraven. Kenmerkend voor de Hopes was hun visie op uitgestrekte parken, waarschijnlijk overgenomen door hun vele Engelse relaties. Beide neven hebben veel aangrenzend land aangekocht om hun parken uit te breiden. Groenendaal strekte zich in die tijd uit tot aan de overkant van de Leidse trekvaart en tot aan het Haarlemmermeer. Ook is Bosbeek erbij geannexeerd, al heeft Jan Hope dit niet meer meegemaakt, want hij stierf in het jaar van aankoop, in 1784. Zijn zoon Adriaan Elias heeft de Belvédère in 1839 gebouwd en de bekende walvisbank geplaatst.

### Stoommachine

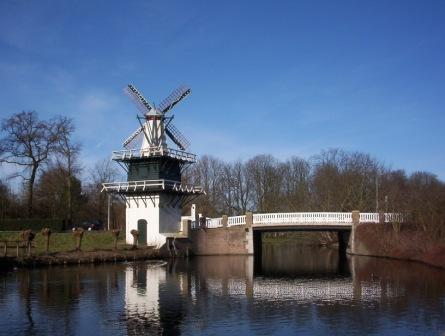
Het molentje van Groenendaal.

Bij het nog bestaande molentje is in 1781 in opdracht van toenmalig eigenaar John Hope een 'vuurmachine' geplaatst. Het was na Blijdorp (Rotterdam) de tweede stoommachine in Nederland en bovendien de eerste in Nederland geconstrueerde, door de in Amsterdam woonachtige Fries R.L.Brouwer. Deze stoommachine diende om het water op te pompen en het hogere deel van het landgoed te bevloeien ter vervanging van de windmolen met vijzel die bij windstilte te weinig water opvoerde voor de vijvers, sloten en fonteinen van Groenendaal. Deze stoommachine is een van de uitzonderlijke voorbeelden geweest van technische innovatie op buitenplaatsen. Rond 1842 is de machine gedemonteerd en als schroot aan een Haarlemse sloper verkocht.

### 20e eeuw

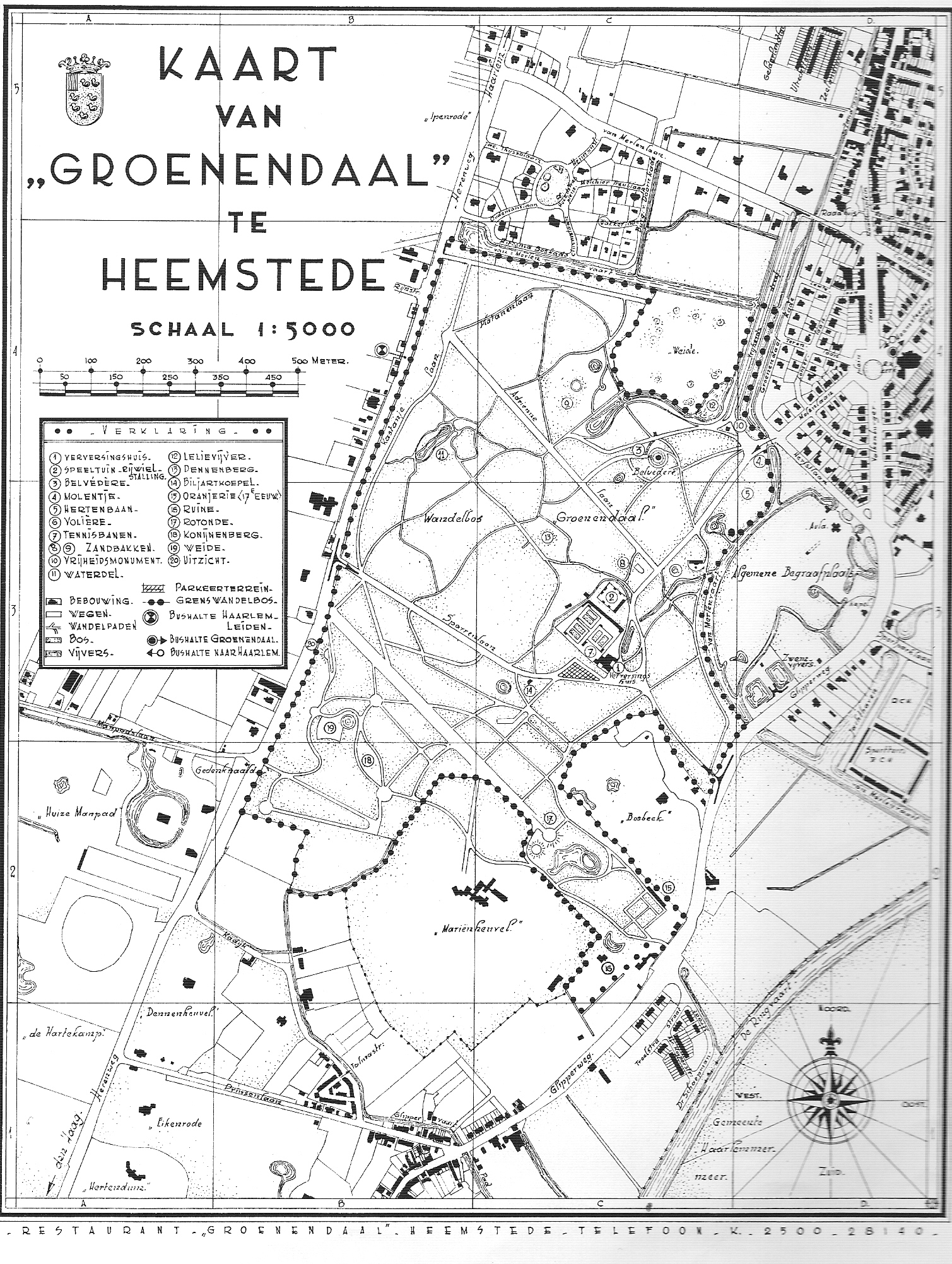
Wandelkaart van Groenendaal.

In 1913 is het bos van de erven Van Merlen gekocht door de gemeente Heemstede, om te voorkomen dat het bos verkocht zou worden aan bollenboeren, die er een bollenveld van wilden maken. In juli van dat jaar werd Groenendaal opengesteld als wandelbos.
In de loop der jaren zijn cultuurhistorische elementen als de koepel, schelpen-nis, walvisbank en Belvédère verdwenen. Bij de ingang van het tennispark Groenendaal is het in 1930 bij de Leidsevaart afgebroken stenen tolhek herplaatst met de heraldische wapens van Haarlem en Leiden, daterend uit 1695.
In de Tweede Wereldoorlog is een deel van het bos gekapt, deels door de bezetters, deels door particulieren in de hongerwinter. Veel bomen werden destijds dicht bij de grond gekapt. Sommige daarvan groeiden terug als meerstammige bomen die nog steeds in het bos aanwezig zijn.

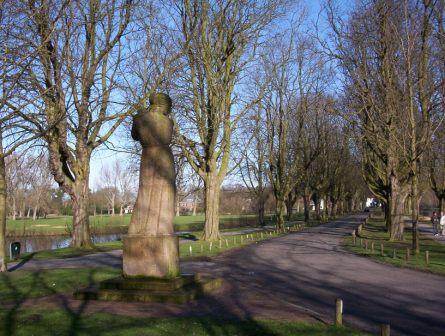
Het bevrijdingsmonument van Groenendaal.

In 1914 is de Vrijheidsdreef aangelegd ter herinnering aan de bevrijding in 1813 van de Franse bezetting. In 1948 is hier het Vrijheidsbeeld geplaatst, vervaardigd door de Haarlemse beeldhouwer Mari Andriessen. Dit beeld toont een vrouw die zich uit haar boeien losmaakt.
In 1948 is door de gemeente een groot deel van het naastgelegen landgoed Meer en Berg aangekocht. Door deze aankoop ontstond er één doorlopend wandelbos. In Groenendaal werd op initiatief van de Algemeene Vereeniging voor Bloembollencultuur te Haarlem tot drie keer toe de internationale Floratentoonstelling houden, in 1925, 1935 en 1953. Deze reeks Floratentoonstellingen was de voorloper van de Floriade.
De uitkijktoren raakte na de Tweede Wereldoorlog in verval. In 1964 zijn pogingen ondernomen om de in verval geraakte Belvédère te renoveren, maar bij raadsbesluit op 26 augustus 1965 is besloten om de toren te slopen. Het voornemen bestaat om een nieuwe versie van de Belvédère te bouwen op initiatief van een inwoner van Heemstede die hiertoe een donatie in het vooruitzicht heeft gesteld. Na meerdere aanpassingen van het winnende ontwerp ‘de Wandeling’, is de schenker in 2021 akkoord gegaan met het schetsontwerp. De herbouw van een Belvédère is een lang gekoesterde wens van de schenker, die van jongs af aan veelvuldig bezoeker is van Groenendaal.